# アローン・イン・ザ・ダークII
『アローン・イン・ザ・ダークII』（Alone in the Dark II）は、2008年のアメリカ映画。2005年の『アローン・イン・ザ・ダーク』の続編である。

## キャスト
※括弧内は日本語吹替
- エドワード・カーンビー - リック・ユーン（阪口周平）
- ナタリー・デクスター - レイチェル・スペクター（武田華）
- アブナー・ランドバーグ - ランス・ヘンリクセン（小川真司）
- デクスター - ビル・モーズリー（井上倫宏）
- ボイル - ラルフ・メラー（天田益男）
- ペリー - ダニー・トレホ（赤城進）
- ザビエル - ザック・ウォード
- ターナー - ナターシャ・マルテ
- パーカー - ジェイソン・コネリー
- ウィルソン - マイケル・パレ
- マーサ - P・J・ソールズ

## スタッフ
- 製作総指揮 - ハンス・ベア、ケン・デル・ヴェッキオ、マシアス・トリーベル
- 製作 - ウーヴェ・ボル
- 監督 - マイケル・ローシュ、ピーター・シェラー
- 脚本 - マイケル・ローシュ、ピーター・シェラー
- 撮影 - ゾーラン・ポポヴィック
- 編集 - ジョー・パスクァル
- 美術 - トーマス・ウィリアム・ホールバウア
- 音楽 - ジェシカ・デ・ローイ
- 衣装 - ケヴィン・イアン・アッカーマン